# Jerzy Kawalerowicz
Jerzy Franciszek Kawalerowicz (ur. 19 stycznia 1922 w Gwoźdźcu, zm. 27 grudnia 2007 w Warszawie) – polski reżyser i scenarzysta filmowy, współzałożyciel i pierwszy przewodniczący Stowarzyszenia Filmowców Polskich (1966–1978), wykładowca Państwowej Wyższej Szkoły Filmowej, Telewizyjnej i Teatralnej im. Leona Schillera w Łodzi, poseł na Sejm Polskiej Rzeczypospolitej Ludowej IX kadencji (1985–1989) z ramienia Polskiej Zjednoczonej Partii Robotniczej.
W latach 1946–1949 studiował w krakowskiej Akademii Sztuk Pięknych. Jako reżyser filmowy zadebiutował w 1951 socrealistycznym filmem Gromada, po okresie realizacji propagandowych filmów fabularnych (m.in. Celulozy z 1953) stał się jednym z czołowych reprezentantów polskiej szkoły filmowej. Sławę zdobył jako reżyser nagradzanych za granicą filmów Pociąg (1959), Matka Joanna od Aniołów (1960) oraz Śmierć prezydenta (1977). Podjął się również adaptacji prozy Bolesława Prusa (Faraon, 1966) i Henryka Sienkiewicza (Quo vadis, 2001). Za reżyserię Faraona otrzymał nominację do Oscara dla najlepszego filmu nieanglojęzycznego, jego inna adaptacja – Austeria (1983) na podstawie powieści Juliana Stryjkowskiego – zapewniła mu Złote Lwy na Festiwalu Polskich Filmów Fabularnych.

## Życiorys

### Młodość i wykształcenie
Jerzy Kawalerowicz urodził się 19 stycznia 1922 w Gwoźdźcu k. Kołomyi, należącym do Polski (współcześnie Ukrainy), w rodzinie Edwarda (naczelnika poczty ormiańskiego pochodzenia) , i Zofii Klementówny (zm. 1952). Jerzy Kawalerowicz dorastał w wielokulturowej społeczności tworzonej przez Polaków, Ukraińców, Żydów i Ormian.
Zdał małą maturę, a dalszej edukacji przeszkodziła II wojna światowa. Podczas okupacji radzieckiej mieszkał z rodziną w Stanisławowie. Gdy miasto w 1941 zajęli Niemcy, parał się różnymi zajęciami. Najpierw pracował w niemieckiej lokomotywowni, później jako tragarz na dworcu w Stanisławowie oraz jako magazynier. W 1944, w trakcie ucieczki przed Niemcami poszukującymi jego brata Witolda, rodzina Kawalerowicza przeniosła się do Krakowa.
Po wojnie, gdy polskie ziemie wschodnie zostały wcielone do Związku Radzieckiego, rodzina Kawalerowicza musiała pozostać w Krakowie . Jego rodzice zamieszkali w Prudniku, a brat Witold w Strzelcach Opolskich na Górnym Śląsku. Na prudnickim cmentarzu komunalnym pochowana została matka Kawalerowicza. W latach 1946–1949 studiował w krakowskiej Akademii Sztuk Pięknych, w trakcie studiów odbył w 1946 Kurs Przygotowania Filmowego. Karierę filmową zaczynał jako asystent reżysera przy filmach Zakazane piosenki (1946) Leonarda Buczkowskiego, Ostatni etap (1947) Wandy Jakubowskiej, Stalowe serca (1948) Stanisława Urbanowicza, Powrót (1947) Bořivoja Zemana oraz Czarci żleb (1949) Alda Vergana i Tadeusza Kańskiego.

### Okres socrealistyczny (1952–1956)

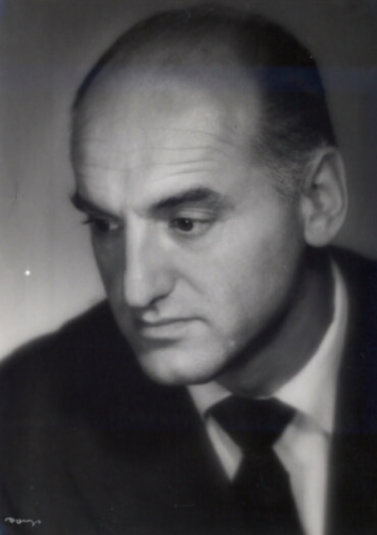
Portret Jerzego Kawalerowicza (1956)

W 1951 nakręcił swój pierwszy samodzielny film – Gromadę. Utrzymany w poetyce socrealistycznej debiut fabularny Kawalerowicza przedstawiał konflikt między większością mieszkańców gminy, którym zależy na zbudowaniu młyna spółdzielczego, a kułakami strzegącymi swych interesów. Gromada, nagrodzona na MFF w Karlowych Warach za „realistyczne ukazanie walki klasowej na wsi”, w istocie służyła wymowie propagandowej. Biograf Kawalerowicza Jan Rek pisał, że Gromada „wprawdzie ujawnia istotę konfliktu na wsi, ale rację w tym sporze przypisuje wyłącznie kolektywowi, przy czym pozbawia odbiorcę możliwości poznania przesłanek, jakie za tym przemawiają”.
Kolejne dwa filmy Kawalerowicza poświęcone walce klasowej były adaptacjami powieści Igora Newerlego Pamiątka z Celulozy. Ekranizację prozy Newerlego podzielono na dwie części: Celulozę (1953) i Pod gwiazdą frygijską (1954). Bohater Celulozy, młody chłop Szczęsny (Józef Nowak), otrzymuje w latach 30. XX wieku szansę awansu społecznego i przechodzi przyspieszoną lekcję dojrzałości. Przenosi się do miasta, gdzie ma szansę dołączyć do ruchu robotniczego. W filmie Pod gwiazdą frygijską wyeksponowany został dodatkowo wątek uczucia miłosnego głównego bohatera do Marii (Lucyna Winnicka, późniejsza żona reżysera). Ostatecznie Szczęsny wyjeżdża z miasta, aby wziąć udział w wojnie domowej w Hiszpanii po stronie republikanów. Choć zwłaszcza w scenografii, montażu wewnątrzujęciowym oraz portrecie osób z nizin społecznych można było doszukać się wpływów neorealizmu włoskiego, dyptyk Kawalerowicza przestrzegał ścisłych reguł poetyki socrealistycznej.
Wpływy powyższej poetyki utrzymały się także w czwartym pełnometrażowym filmie Kawalerowicza – Cieniu (1956). Jego bohater Biskupik (Ignacy Machowski) ginie, wyskakując z pociągu. Ciąg relacji obiektywnych, które przeplatają się z subiektywnymi, ma na celu ukazanie tożsamości Biskupika. Z początku podejrzewa się go o napuszczenie na siebie dwóch grup walczących w podziemiu podczas niemieckiej okupacji Polski w trakcie II wojny światowej, później – o protekcję podwójnego szpiega działającego po wojnie; dopiero ostatnia relacja podważa dwie powyższe. Cień posługiwał się wciąż schematem charakterystycznym dla socrealizmu, jednak reżyser podawał ową poetykę w wątpliwość dzięki zastosowaniu narracji niewiarygodnej.

### Okres polskiej szkoły filmowej (1956–1960)
W 1955, wskutek reorganizacji polskiego przemysłu filmowego, produkcja filmów uległa decentralizacji. Utworzone zostały zespoły filmowe, wśród których znalazł się „Kadr”. Jego kierownictwo artystyczne objął Kawalerowicz. W 1957 nakręcił pierwszy film zaliczany do polskiej szkoły filmowej, który był pozbawiony naleciałości socrealizmu. Prawdziwy koniec wielkiej wojny przedstawia losy Juliana Zborskiego (Roland Głowacki), niegdyś architekta i tancerza, który podczas II wojny światowej przeżył pobyt w obozie koncentracyjnym, co dotkliwie odbiło się na jego zdrowiu psychicznym. Kiedy po wojnie wraca do swojej żony (Winnicka), nie ma już dla niego miejsca. Nowatorski w skali kina polskiego był sposób obrazowania subiektywnych wspomnień Juliana z obozu, kręconych ruchomą kamerą z kakofonicznym akompaniamentem dźwiękowym obrazującym traumę obozową bohatera.
Powodzenie za granicą Kawalerowiczowi zapewnił jednak film o tematyce współczesnej. Pociąg (1959) realizował wzorzec filmu sensacyjno-kryminalnego, a jednocześnie melodramatu. Bohaterowie filmu – Marta (Winnicka) oraz Jerzy (Leon Niemczyk) – niespodziewanie znajdują się w tym samym przedziale sypialnym pociągu jadącego na trasie Warszawa–Hel, a milicjanci poszukują w tym pociągu mordercy, który zabił swoją żonę. Reżyser podjął polemikę z militarystycznym dziedzictwem polskiej szkoły filmowej, czego wyrazem była ironiczna decyzja o obsadzeniu w roli nękającego Martę adoratora Zbigniewa Cybulskiego, znanego z Popiołu i diamentu (1958) Andrzeja Wajdy. Pociąg został uhonorowany Złotą Kaczką dla najlepszego filmu oraz nagrodą Premio Evrotecnica im. Georges′a Mélièsa na 20. MFF w Wenecji.
W 1960 Kawalerowicz ukończył prace nad Matką Joanną od Aniołów, adaptacją opowiadania Jarosława Iwaszkiewicza pod tym samym tytułem. Bohaterem filmu jest ksiądz jezuita Suryn (Mieczysław Voit), który przybywa do żeńskiego klasztoru, dowiedziawszy się o opętaniu mniszek przez demony. Główną oś filmu stanowi pojedynek psychologiczny Suryna z przełożoną klasztoru, matką Joanną (Winnicka). Ascetyczna realizacja Matki Joanny od Aniołów, przywodząca Rekowi na myśl filmy Carla Theodora Dreyera, zapewniła temu dziełu sukces artystyczny. Oprócz Złotej Kaczki w Polsce Kawalerowicz otrzymał również Nagrodę Jury na 14. MFF w Cannes.

### Kino lat 60. i 70. (1966–1977)

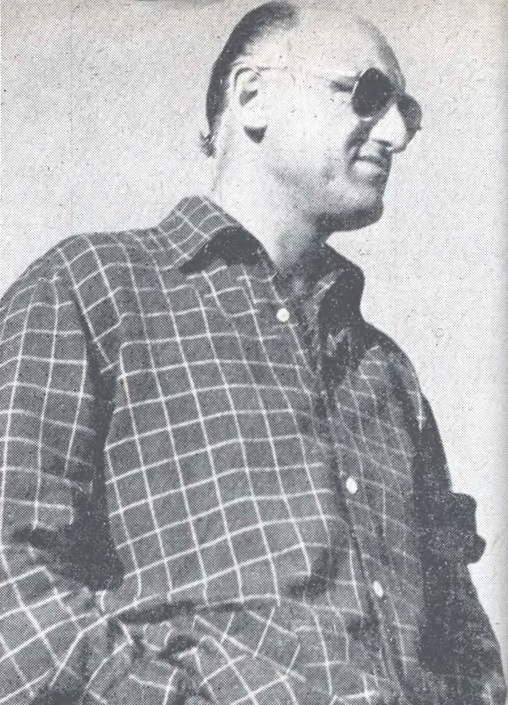
Jerzy Kawalerowicz (1969)

Po Matce Joannie od Aniołów Kawalerowicz zbierał fundusze na reżyserię adaptacji powieści Bolesława Prusa Faraon. Filmowy Faraon, ukończony w 1966, miał na celu ukazanie ponadczasowego dylematu władzy, polegającego na wyborze między szlachetnością a skutecznością w sprawowaniu rządów. Konflikt pomiędzy młodym, idealistycznym faraonem Ramzesem XIII (Jerzy Zelnik) a kapłanem Herhorem (Piotr Pawłowski) był w świetle wydarzeń z połowy lat 60. XX wieku przyrównywany do starć pomiędzy Kościołem a państwem komunistycznym. Kawalerowicz zadbał również o stronę estetyczną konfliktu, we współpracy z operatorem Jerzym Wójcikiem (charakterystyczna złoto-błękitna tonacja obrazu) i scenografem Jerzym Skrzepińskim odtwarzając w ascetycznej manierze realia starożytnego Egiptu. Faraon Kawalerowicza, oprócz kolejnej Złotej Kaczki, otrzymał również nominację do Oscara dla najlepszego filmu nieanglojęzycznego.
Odniósłszy sukces dzięki Faraonowi, Kawalerowicz postanowił nakręcić film bardziej eksperymentalny. Mając na uwadze dokonania francuskiej Nowej Fali na czele z twórczością Jean-Luca Godarda, zrealizował w 1968 Grę, poświęconą kryzysowi małżeńskiemu. Partyjnych oraz kościelnych krytyków zaszokowała rozwiązłość obyczajowa bohaterów, którzy ucieczki szukają w zdradzie małżeńskiej; jednocześnie krytykowano film jako popłuczyny po Godardzie i Michelangelu Antonionim, do czego mogła się przyczynić nieprzyswajalna dla odbiorców forma: jaskrawość kolorystyczna, luźny porządek scen bądź też rozbicie synchronii dźwięku i obrazu. Złe przyjęcie Gry, ale również napięcia wynikające z wydarzeń marcowych 1968 roku, spowodowały utratę kierownictwa „Kadru” przez Kawalerowicza oraz przesunięcie w czasie jego planów ekranizacji Austerii Juliana Stryjkowskiego, poświęconej środowisku Żydów galicyjskich. Wówczas Kawalerowicz musiał okresowo wyjechać do Włoch, poszukując pieniędzy na planowaną adaptację Quo vadis Henryka Sienkiewicza, które to plany okazały się jednak nieosiągalne.
Wtedy jednak Józef Fryd, włoski producent o polsko-żydowskich korzeniach, zaproponował Kawalerowiczowi nakręcenie we Włoszech uwspółcześnionej wersji Matki Joanny od Aniołów. Nosiła ona nazwę Maddalena (1971), a zdjęcia do niej powstawały nie tylko w rzymskim Koloseum, ale również w plenerach jugosłowiańskich. Pomimo udziału diwy Lisy Gastoni oraz wystawnej scenografii film poniósł jednak klęskę artystyczną. Maddalena stała się rozpoznawalna na Zachodzie głównie dzięki muzyce Ennia Morricone, która szczególnie się spodobała Jeanowi-Paulowi Belmondo i dzięki jego interwencji została spopularyzowana w filmie Zawodowiec (Le Professionel, 1981).
Gdy po odprężeniu politycznym Kawalerowicz wrócił do Polski, podjął się realizacji filmu poświęconego okolicznościom zamachu na Gabriela Narutowicza, pierwszego prezydenta II Rzeczypospolitej. Scenariusz do Śmierci prezydenta (1977) wraz z Kawalerowiczem napisał krytyk Bolesław Michałek. Kawalerowicz nie skupiał się jednak jedynie na zachowującej swą godność postaci Narutowicza (Zdzisław Mrożewski), ale starannie ukazał kontekst towarzyszący jego wyborowi na prezydenta – ożywione konflikty parlamentarne, gwałtowne debaty oraz rozruchy uliczne. Kontrowersje budziła śmiała decyzja scenarzystów o oddaniu głosu nacjonalistycznemu mordercy Narutowicza, Eligiuszowi Niewiadomskiemu, którego odtworzył Marek Walczewski na podstawie autentycznych wypowiedzi malarza przed sądem. Śmierć prezydenta została nagrodzona Srebrnym Niedźwiedziem na 28. MFF w Berlinie.

### Lata 80. (1980–1989)
W 1980 Kawalerowicz nakręcił Spotkanie na Atlantyku, kameralny film poświęcony podróży trzech par statkiem transatlantyckim ze Stanów Zjednoczonych do Polski. Główną osią fabularną filmu jest konfrontacja szanowanego profesora Nowaka (Ignacy Gogolewski) z tajemniczym Walterem (Walczewski), który przypomina Nowakowi o mrocznym incydencie sprzed lat z udziałem tegoż (negatywna ocena wystawiona przez profesora młodemu studentowi doprowadziła tego ostatniego do próby samobójczej). Film został zignorowany przez krytykę – nie tylko dlatego, że stanowił nieudaną próbę nawiązania dialogu z kinem moralnego niepokoju, ale również ze względu na swój „brak wewnętrznej dyscypliny i konsekwencji”.
Ukończywszy Spotkanie na Atlantyku, na fali odprężenia wywołanego wydarzeniami sierpniowymi Kawalerowicz rozpoczął prace nad adaptacją prozy Stryjkowskiego. Treścią filmowej Austerii (1982) są losy żydowskiej społeczności małego miasteczka galicyjskiego, którzy po wybuchu I wojny światowej szukają schronienia w karczmie prowadzonej przez sędziwego Taga (Franciszek Pieczka). Karczma jest miejscem, gdzie gromadzi się jednolita etnicznie, lecz światopoglądowo i materialnie różnorodna grupa symbolizująca Żydów z całej Europy Wschodniej. Tragiczny los Żydów obrazowała końcowa sekwencja, w której chasydzi kąpiący się rytualnie w rzece zostają pozbawieni życia przez serię z karabinu maszynowego. Austeria jednak trafiła na nieodpowiedni moment. Jej premiera odbyła się w 1983 roku, a jednym z jej pierwszych zajadłych krytyków był rzecznik prasowy rządu Jerzy Urban. Powodem niechęci krytyków do filmu miało być niefortunne skojarzenie śmierci chasydów z hekatombą Palestyńczyków podczas wojny libańskiej (kraje Układu Warszawskiego stały po arabskiej stronie konfliktu). Pomimo że Austeria otrzymała Grand Prix Festiwalu Polskich Filmów Fabularnych, podejmowała temat zbyt drażliwy dla ówczesnego społeczeństwa polskiego, które mogło w finałowej scenie dostrzec alegorię Zagłady Żydów na ziemiach polskich.
Po nieprzychylnym odbiorze Austerii Kawalerowicz zbierał materiał do stworzenia adaptacji powieści Juliusza Dankowskiego pod tytułem Jeniec Europy. Realizacja filmowej wersji prozy Dankowskiego, której główną osią fabularną były losy Napoleona Bonaparte po klęsce pod Waterloo, odbyła się w koprodukcji polsko-francuskiej i dobiegała końca w roku 1989, w momencie transformacji ustrojowej w Polsce. Pomimo że Kawalerowicz, dobierając adaptację, snuł analogie między Napoleonem a odchodzącą od władzy partią komunistyczną, film nie spotkał się w Polsce z pozytywnym odbiorem. Zdaniem Reka wnioski wypływające z filmowego Jeńca Europy okazały się dla widowni mało odkrywcze.

### Schyłek kariery (1990–2001)
W 1990 Kawalerowicz zrealizował w Niemczech film Dzieci Bronsteina (Bronsteins Kinder, 1990). Jego akcja toczy się w latach 70. w Niemieckiej Republice Demokratycznej. Młodzieniec Hans Bronstein dowiaduje się, że jego ojciec uwięził starca będącego niegdyś obozowym kapo. Film przeszedł jednak bez echa. W 1996, w ramach koprodukcji polsko-rosyjskiej, Kawalerowicz nakręcił adaptację opowiadania Lwa Tołstoja Za co? o polskich zesłańcach w obecnym Kazachstanie, dawnych powstańcach ze stycznia 1863 roku. Również filmowe Za co? okazało się porażką artystyczną; zdaniem Alicji Helman reżyser posługiwał się poetyckim stylem z poprzedniej epoki, „niezdolnym do poruszenia współczesnych odbiorców, niezależnie od wieku”.
Na przełomie wieków Kawalerowicz mógł wreszcie wcielić w życie planowany przez lata projekt ekranizacji Quo vadis. Adaptacja filmowa powieści Henryka Sienkiewicza ukazała się na ekranach kin w 2001. W rolę Marka Winicjusza wcielił się Paweł Deląg, Ligię odegrała Magdalena Mielcarz, natomiast demonicznego cesarza Nerona zagrał Michał Bajor. Zdaniem Agaty Miller-Klejsy Quo vadis Kawalerowicza było najwierniejszą literackiemu pierwowzorowi wersją kinową powieści. Adaptacja dzieła literackiego Sienkiewicza pochłonęła olbrzymie nakłady finansowe (76 milionów złotych, 2 tysiące statystów) . Obejrzany przez 4,5 mln widzów ostatni film Kawalerowicza wpisał się w nastroje religijne w Polsce , gdy Kościół katolicki wszedł w III tysiąclecie pod przewodnictwem papieża Jana Pawła II . Pomimo sukcesu frekwencyjnego Quo vadis podzielił jednak krytyków. Jako wady filmu wskazywano teatralność zarówno gry aktorskiej, jak i montażu oraz pracy operatorskiej; z pochwałami spotkała się natomiast zniuansowana rola Bajora  .

### Prezesura w SFP i działalność dydaktyczna
W maju 1966 wziął udział w zjeździe założycielskim Stowarzyszenia Filmowców Polskich, gdzie został wybrany na jego pierwszego przewodniczącego. Jak wyjaśniał Kawalerowicz:
Naszym głównym celem było zdobycie autorytetu i stworzenie warunków dla rozwoju polskiej sztuki filmowej. [...] Pragnęliśmy na miejsce kinematografii producenckiej zbudować kinematografię reżyserską. Ta zmiana zaowocowała rozkwitem polskiego kina. Powstało wiele filmów, które do dziś zajmują zaszczytne miejsce w naszym dziedzictwie narodowym. Uznanie na świecie pozwalało na efektywniejsze pozyskiwanie środków na kolejne produkcje.
W 1970, dwa lata po antysemickiej nagonce, II Walny Zjazd SFP z powodu „rezygnacji z obywatelstwa polskiego” usunął ze swego gremium wielu twórców żydowskiego pochodzenia zmuszonych do emigracji z Polski (m.in. Aleksandra Forda, Jerzego Lipmana, Kurta Webera, Jerzego Toeplitza). Przewodniczącym SFP pozostał Kawalerowicz, lecz budowana przez lata pozycja stowarzyszenia została nadwątlona. W 1974 na III Walnym Zjeździe SFP, ze względu na zmianę statutu, Kawalerowicz został prezesem stowarzyszenia, a w 1978 na IV Walnym Zjeździe SFP ustąpił z tej funkcji na rzecz Andrzeja Wajdy, stając się prezesem honorowym. 3 marca 1981 został współprzewodniczącym (wraz z Wajdą) Komitetu Ocalenia Kinematografii, który przygotował propozycję zmian w organizacji narodowej kinematografii, mających na celu wywalczenie większej autonomii twórczej ze strony środowiska filmowego. Plany te pokrzyżowało wprowadzenie stanu wojennego w Polsce 13 grudnia 1981 – stowarzyszenie zostało zawieszone, a wznowiło ponownie działalność dopiero 9 czerwca 1983.
Zasiadał w jury konkursu głównego na 15. MFF w Cannes (1962). Przewodniczył obradom jury na 26. MFF w Berlinie (1976).
W latach 1983–1986 był przewodniczącym Komisji do spraw Kinematografii Narodowej Rady Kultury, a w latach 1987–1988 wiceprzewodniczącym Komitetu Kinematografii. W latach 80. wykładał w Państwowej Wyższej Szkole Filmowej, Telewizyjnej i Teatralnej w Łodzi.

### Działalność polityczna, poglądy
W 1954, na życzenie Wandy Jakubowskiej, zapisał się do Polskiej Zjednoczonej Partii Robotniczej, której członkiem był do 1990. Pełnił m.in. funkcje I sekretarza i członka egzekutywy POP PZPR przy Zespołach Filmowych „Kadr”. Z aprobatą podchodził do powojennej władzy komunistycznej, uważając, iż kino w Polsce „jest sztuką, którą wykształcił socjalizm”. Dlatego też do zadań filmu, jak twierdził w 1974, należało „propagowanie socjalistycznej myśli i humanistycznych racji”. Nie sprzeciwiał się wprowadzeniu stanu wojennego w Polsce . W latach 1981–1983 był członkiem prezydium Ogólnopolskiego Komitetu Frontu Jedności Narodu. W 1983 został członkiem Rady Krajowej Patriotycznego Ruchu Odrodzenia Narodowego, potępiając jednocześnie opozycyjną działalność takich twórców jak Andrzej Wajda oraz Krzysztof Zanussi. W lipcu 1984 był członkiem Społecznego Komitetu Obchodów 40-lecia Polski Ludowej w Warszawie. W latach 1985–1989 sprawował mandat posła na Sejm PRL IX kadencji. W częściowo wolnych wyborach w 1989 kandydował ponownie do Sejmu jako przedstawiciel PZPR na krajowej liście wyborczej (nie uzyskał wówczas mandatu podobnie jak większość pozostałych kandydatów z tej listy). Ze swojej działalności politycznej po latach tłumaczył się następująco:
Uważałem, że w partii powinni być ludzie, którzy nie myślą schematycznie, chcą coś naprawić lub inaczej – zhumanizować. Tendencje lewicowe uznawałem za słuszne i postępowe, ale w latach 70. zorientowałem się, że myślę w kategoriach XIX-wiecznych. I że to, co było, jest mało lub w ogóle niereformowalne .

## Życie prywatne
Był trzykrotnie żonaty. Pierwszą jego żoną była malarka Maria Güntner . Ze związku z nią miał dwoje dzieci – syna Jacka (zmarłego w młodym wieku) i córkę Kingę. Gdy jednak podczas pracy nad Pod gwiazdą frygijską poznał Lucynę Winnicką, małżeństwo z Güntner zaczęło się rozpadać. Kawalerowicz powierzał Winnickiej istotne kobiece role w swoich kolejnych filmach, w międzyczasie rozstając się z pierwszą żoną i żeniąc się z Winnicką. Miesiąc po premierze Matki Joanny od Aniołów Winnicka urodziła córkę Agatę. Przez lata małżonkowie uzupełniali się charakterem, dzielili również pasję podróżniczą. Dopiero gdy Kawalerowicz wyjechał do Włoch, aby pracować nad Maddaleną, ich związek został wystawiony na ciężką próbę – Winnicka, wychowująca w Polsce nowo narodzonego syna Piotra, dowiedziała się o romansie męża z aktorką Lisą Gastoni. Małżeństwo przetrwało jeszcze kilka lat, jednak ostatecznie Winnicka rozwiodła się z Kawalerowiczem, porzucając karierę aktorską . Trzecią żoną Kawalerowicza była krytyczka filmowa Małgorzata Dipont , która współredagowała wywiad-rzekę z reżyserem, Faraona kina (1997). Mimo to reżyser nie zerwał kontaktów z Winnicką, starał się również odbudować nadszarpnięte relacje z ich dziećmi .

### Ostatnie tygodnie życia, śmierć i pogrzeb
Cztery tygodnie przed śmiercią doznał wylewu krwi do mózgu, po czym zapadł w śpiączkę. Zmarł, nie odzyskując przytomności, w wieku 85 lat . Urna z jego prochami została złożona 7 stycznia 2008 w Alei Zasłużonych na cmentarzu Wojskowym na Powązkach (kwatera A 29-Tuje-19).

## Styl filmowy

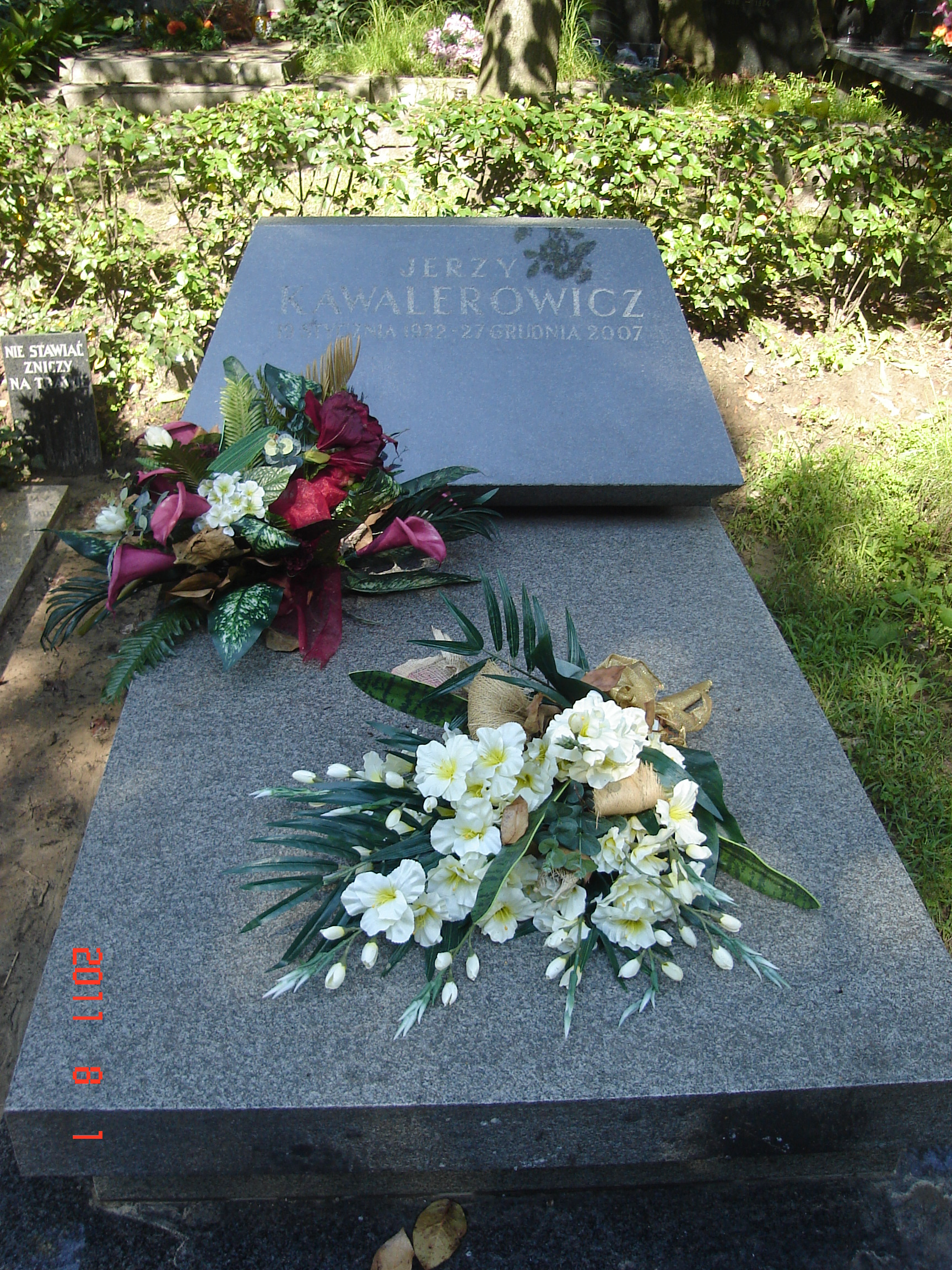
Grób Jerzego Kawalerowicza na cmentarzu Wojskowym na Powązkach w Warszawie (2011)

Jerzy Kawalerowicz jest powszechnie utożsamiany z polską szkołą filmową, choć tylko trzy jego filmy (Prawdziwy koniec wielkiej wojny, Pociąg i Matka Joanna od Aniołów) należą do tego nurtu. András Bálint Kovács zalicza twórczość reżysera do modernizmu filmowego, wskazując jako wyróżniki dzieł Kawalerowicza „bardzo powściągliwą technikę narracyjną” oraz „minimalistyczny styl wizualny”. Kovács przyrównuje twórczość Kawalerowicza do filmów włoskiego reżysera Michelangela Antonioniego. Kawalerowicz – podobnie jak Antonioni – posługiwał się w swoich wczesnych filmach pustką przestrzeni oraz krajobrazu. Również Justyna Żelasko uważa wczesne dzieła Kawalerowicza – przede wszystkim Pociąg – jako fundacyjne dla polskiego modernizmu filmowego, interpretując je pod kątem pojęcia obrazu-czasu Gilles’a Deleuze’a. Zdaniem Żelasko reżyser Pociągu świadomie posługiwał się konwencjami gatunkowymi, zabarwiając je refleksyjnością charakterystyczną dla kina spod znaku obrazu-czasu. Jednakże zdaniem Bolesława Michałka reżyser Faraona od późnych lat 60. zdradzał raczej niekonsekwencję pod względem stosowanej metody filmowej. Michałek nazywał wręcz go „estetycznym kameleonem”, twierdząc, że zwłaszcza w latach 70. i 80. XX wieku Kawalerowicz zapożyczał pewne motywy ze swoich poprzednich filmów – Maddalena nawiązuje do Matki Joanny od Aniołów, Śmierć prezydenta do Faraona, natomiast Spotkanie na Atlantyku do Pociągu. Vacláv Merhaut również pisze, że twórczość Kawalerowicza „jest pełna ciągłych zmian, dziwnych przesunięć i nowych poszukiwań”, a reżyser na przemian tworzył arcydzieła i filmy artystycznie słabe.
Mimo to podejmowane były próby generalizacji dorobku Kawalerowicza. Tadeusz Lubelski zwrócił uwagę, iż w twórczości autora Faraona powtarzają się dwa motywy: „Po pierwsze: człowiek usiłujący zrozumieć samego siebie, dążący do przełamania swojej samotności. [...] Po drugie: człowiek usiłujący zrozumieć swoje miejsce w historii, dążący do władzy, ale i pragnący ocalić siebie w tym dążeniu”. W swoich adaptacjach dzieł filmowych Kawalerowicz stale poszukiwał tematów, które byłyby aktualne w momencie przełożenia na język filmu. W Grze przykładem takowej inspiracji była muzyka popularna Czesława Niemena: „Chciałem po prostu złożyć cały początek filmu z elementów, które są mi jakoś dane. Niemen atakuje mnie codziennie – w radiu, w telewizji, w kinie [...], więc wprowadziłem go do filmu”. Według Seweryna Kuśmierczyka „charakterystycznej dla kina autorskiego Jerzego Kawalerowicza pogłębionej refleksji historiozoficznej i jego uważnym analizom psychologicznym, obserwacji wewnętrznych zmagań i przemian filmowych bohaterów towarzyszy estetyka formy, do której prowadzi wizualna wrażliwość twórcy, jego kunszt obrazowania i perfekcja realizacyjna” . Maria Kornatowska, charakteryzując twórczość reżysera, stwierdzała, iż ten przy tworzeniu kolejnych filmów „unikał patosu, krzyku, wysokich temperatur, natrętnej symboliki, ale także groteski, gorzkiego szyderstwa, romantycznej w efekcie ironii”.
Specyficzny styl Kawalerowicza wyrażał się również w postaci doboru aktorów. W wyborze obsady, jak zaznaczał reżyser, „bardzo często decyduje intuicja, ale dzisiaj coraz częściej kalkulacja”, biorąca pod uwagę „możliwości aktora, jego atrakcyjność, zdolności i to czym może wzbogacić filmową postać”. W opinii Kawalerowicza to kreacja aktorska konkretyzuje postać istniejącą wcześniej w scenariuszu. Niechętnie reżyser korzystał z naturszczyków, twierdząc, iż wywodzi się ze szkoły reżyserów, „którzy preferują aktorów teatralnych, to polska praktyka”. Dla Kawalerowicza dobrymi aktorami byli przede wszystkim ludzie doświadczeni, „o ciekawych indywidualnościach [...]. Zadanie reżysera polega tylko na tym, aby to wydobyć”.

## Filmografia

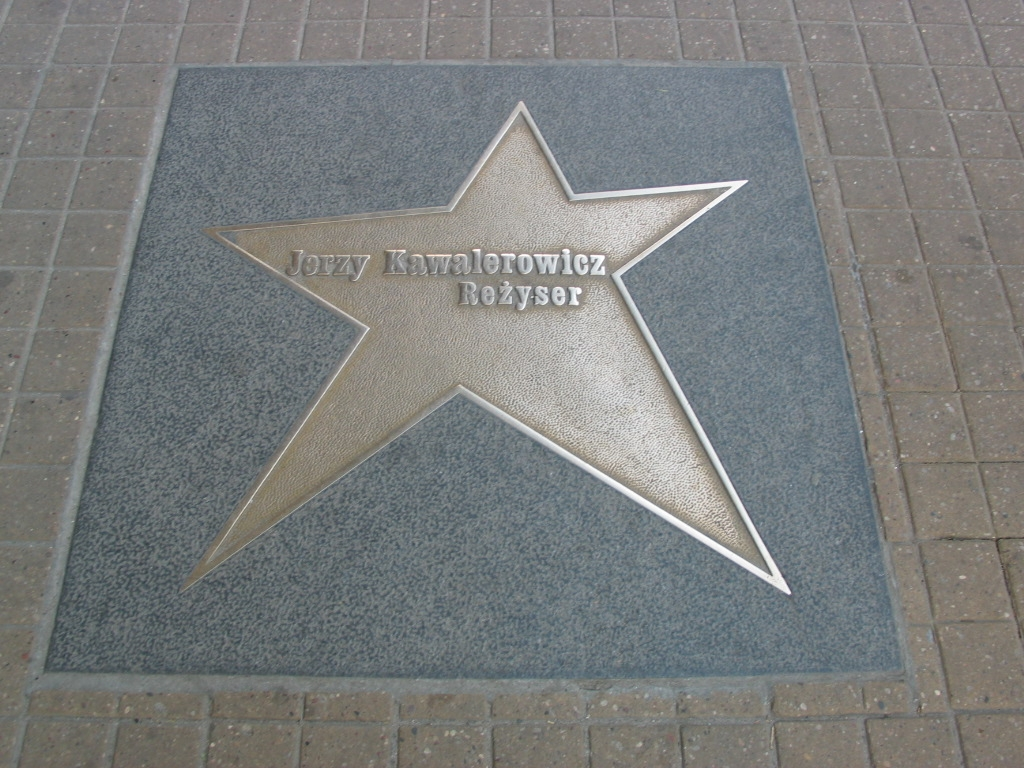
Gwiazda w łódzkiej Alei Gwiazd

### Reżyser filmów
- Gromada (1951) – scenariusz i reżyseria
- Celuloza (1953–1954) – scenariusz i reżyseria
- Pod gwiazdą frygijską  (1954) – scenariusz i reżyseria
- Cień (1956) – reżyseria
- Prawdziwy koniec wielkiej wojny (1957) – scenariusz i reżyseria
- Pociąg (1959) – scenariusz i reżyseria
- Matka Joanna od Aniołów (1960) – scenariusz i reżyseria
- Faraon (1966) – scenariusz i reżyseria
- Gra (1968) – scenariusz i reżyseria
- Magdalena (tytuł oryginalny: Maddalena, 1971) – scenariusz i reżyseria
- Śmierć prezydenta (1977) – scenariusz i reżyseria
- Spotkanie na Atlantyku  (1980) – scenariusz i reżyseria
- Austeria (1983) – scenariusz i reżyseria
- Jeniec Europy (1989) – scenariusz i reżyseria
- Dzieci Bronsteina (tytuł oryginalny: Bronsteins Kinder, 1990) – scenariusz i reżyseria
- Za co? (1995) – scenariusz i reżyseria
- Quo vadis (2001) – scenariusz i reżyseria

### Reżyser seriali
- Quo vadis (2002) – scenariusz i reżyseria

### Bohater filmów dokumentalnych
- Kino Kawalerowicza (1988), reż. Ireneusz Engler
- Jerzy Kawalerowicz (1994), reż. Jan Wróblewski
- Jubilat (1997), reż. Krzysztof Szmagier
- Faraon polskiego kina (2007), reż. Adam Dzienis, Jacek Szczerba
- Żyłem siedemnaście razy (2009), reż. Tadeusz Bystram, Stanisław Zawiśliński
- Whisky z mlekiem (2012), reż. Kacper Lisowski

## Ordery i odznaczenia
- Krzyż Wielki Orderu Odrodzenia Polski (15 stycznia 1997)[88]
- Order Sztandaru Pracy I klasy (1975) z okazji 30-lecia kinematografii w Polsce Ludowej[7]
- Order Sztandaru Pracy II klasy (1964)[89]
- Krzyż Komandorski Orderu Odrodzenia Polski (1959)[7]
- Krzyż Kawalerski Orderu Odrodzenia Polski (10 lipca 1954)[90]
- Medal 30-lecia Polski Ludowej[91]
- Medal 40-lecia Polski Ludowej (1984)[92]
- Medal 10-lecia Polski Ludowej (14 stycznia 1955)[93]
- Brązowy Medal „Za zasługi dla obronności kraju” (1967)[94]
- Złoty Medal „Zasłużony Kulturze Gloria Artis” (5 września 2005)[95][96]
- Odznaka tytułu honorowego „Zasłużony dla Kultury Narodowej” (1986)[97]
- Medal Stowarzyszenia Autorów ZAiKS (1988)[98]

## Nagrody i wyróżnienia
- Państwowa Nagroda Artystyczna II stopnia (zespołowa) w dziale kinematografii dla asystenta reżysera filmu Czarci żleb (1950)[99]
- Nagroda Państwowa I stopnia za realizację filmów: „Celuloza” i „Pod gwiazdą frygijską” (1955)[100]
- Doktorat honoris causa paryskiego Uniwersytetu Sorbona II (1998)[7]
- Doktorat honoris causa PWSFTviT w Łodzi (2000)[84] [101]
- Nagroda za całokształt twórczości na Międzynarodowym Festiwalu Filmowym w Mar del Plata (2002)[7]
- Nagroda im. Luisa Buñuela na XXXI Festiwalu Filmowym w Huesca (2003)[7]
- Nagroda Orzeł za osiągnięcia życia (2005)[7]
- Nagroda Specjalna „Platynowe Lwy” za całokształt twórczości na 32. Festiwalu Polskich Filmów Fabularnych w Gdyni (2007)[7]

## Upamiętnienie
Od 21 maja 2010 imię reżysera zyskała jedna z par pociągów Interregio kursujących między Warszawą i Łodzią.